# Jere Karalahti
Jere Juhani Karalahti (ur. 25 marca 1975 w Helsinkach) – fiński hokeista, reprezentant Finlandii.

## Kariera
- HIFK U20 (1991-1995)
  -  HIFK U18 (1992)
- HIFK (1993-1999)
- Los Angeles Kings (1999-2002)
  -  Long Beach Ice Dogs (1999)
- Nashville Predators (2002)
- HIFK (2003-2007)
- Kärpät (2007-2008)
- Hamburg Freezers (2008-2010)
- Blues (2010–2011)
- Dynama Mińsk (2011–2013)
- Jokerit (2013-2014)
- HV71 (2014-2016)

Wychowanek klubu HIFK. Wieloletni zawodnik fińskich rozgrywek SM-liiga. Ponadto grał dwa latach w USA w NHL i IHL, także w niemieckiej lidze DEL. Od września 2011 zawodnik białoruskiego klubu Dynama Mińsk w lidze KHL. W styczniu 2012 przedłużył kontrakt o 2 lata. W sezonie KHL (2012/2013) był kapitanen drużyny. 30 kwietnia 2013 umowa z nim została rozwiązana. Od sierpnia 2013 zawodnik Jokeritu. Pod koniec kwietnia 2014 przedłużył kontrakt z klubem o rok. Od listopada 2014 do marca 2016 zawodnik HV71. W sierpniu 2016 ogłosił zakończenie kariery zawodniczej.
Uczestniczył w turniejach mistrzostw świata w 1998, 1999, 2000, 2002, 2004, 2005, 2014.
Jest znany z inkasowania dużej liczby minut kar. W grudniu 2012 roku władzie ligi KHL ukarały go dyskwalifikacją na sześć meczów za faul.

## Sukcesy

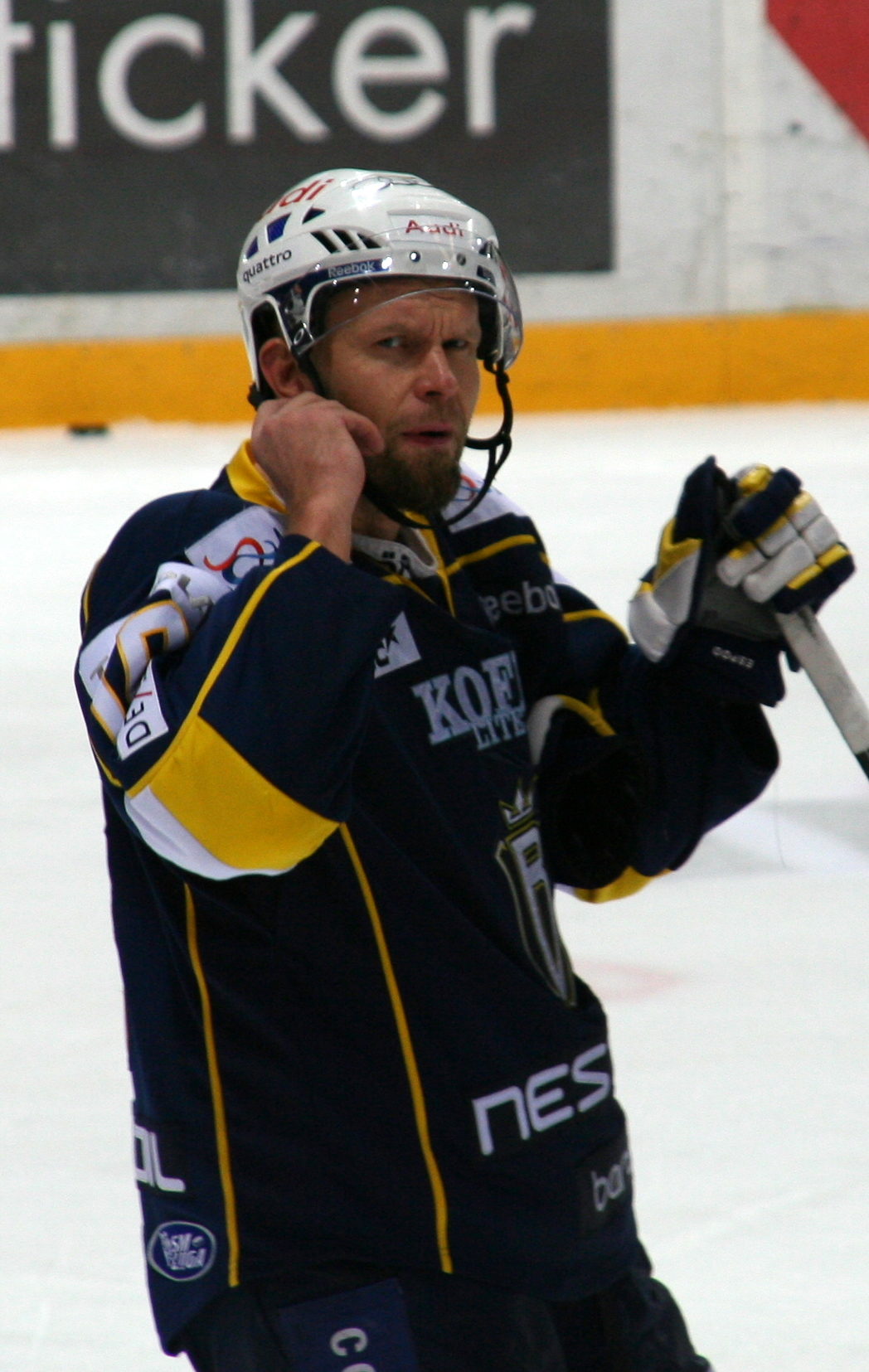
Jere Karalahti w barwach Blues (2010)

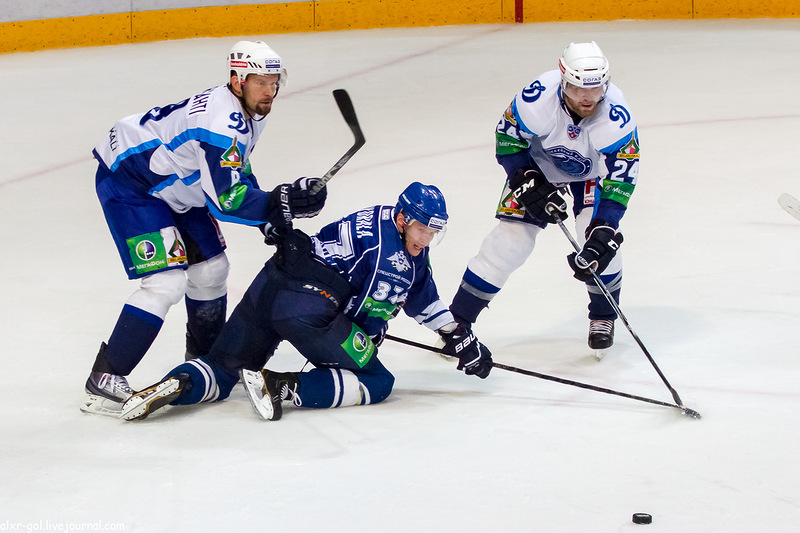
Jere Karalahti (pierwszy z lewej) w barwach Dynama Mińsk (2012). Obok Fin Mika Pyörälä (klęczy) i Szwed Jonas Frögren

Reprezentacyjne
- Srebrny medal mistrzostw świata: 1998, 1999, 2014
- Brązowy medal mistrzostw świata: 2000

Klubowe
- Złoty medal mistrzostw Finlandii: 1998 z HIFK
- Srebrny medal mistrzostw Finlandii: 1999 z HIFK, 2011 z Blues
- Brązowy medal mistrzostw Finlandii: 2004 z HIFK

Indywidualne
- SM-liiga 1997/1998:
  - Najlepszy zawodnik miesiąca – marzec 1998
  - Pierwsze miejsce w klasyfikacji strzelców goli w przewagach: 10 goli
- Mistrzostwa świata w 1998:
  - Skład gwiazd turnieju
- Mistrzostwa świata w 1999:
  - Skład gwiazd turnieju
- DEL 2009/2010:
  - Pierwsze miejsce w klasyfikacji ilości kar: 193 minuty
- KHL (2011/2012):
  - Mecz Gwiazd KHL: 2012
- Karjala Cup 2013:
  - Pierwsze miejsce w klasyfikacji kanadyjskiej wśród obrońców turnieju: 3 punkty